# William Philip Sidney
William Philip Sidney (23 mai 1909 – 5 avril 1991), 1er vicomte de L'Isle, est le quinzième gouverneur général d'Australie et le dernier d'origine britannique. Il est le fils du 5e baron de L'Isle et Dudley et fait donc partie des familles britanniques les plus anciennes et les plus célèbres. Il fait ses études au collège d'Eton puis à Magdalene College (Cambridge) et devient comptable agréé. En 1929, il s'enrôle dans les officiers de réserve des Grenadier Guards. Il est le gendre du maréchal John Gort.

## Biographie

### Service militaire
Sidney fait la Seconde Guerre mondiale en France et en Italie. Il perd seulement quelques hommes lors du débarquement d'Anzio ce qui lui vaut la croix de Victoria (VC). Il est blessé par la suite lors d'une attaque contre les Allemands. Lorsqu'on lui demande après la guerre où il a été blessé, il répond : "en Italie" pour ne pas dire qu'il avait été blessé aux fesses.

### Carrière politique
Aux élections partielles de 1944, il est élu député conservateur pour la circonscription de Chelsea. En 1951 il est nommé secrétaire d'état au ministère de l'air dans le gouvernement de Winston Churchill et occupe ce poste jusqu'en 1955. C'est pendant cette période qu'il se rend pour la première fois en Australie pour visiter le centre de recherches sur les fusées de Woomera et qu'il rencontre le Premier ministre Robert Menzies.

#### Gouverneur-général
En 1961 Menzies le nomme gouverneur-général d'Australie après la mort subite du vicomte Dunrossil. Il exécute sa tâche avec beaucoup de dignité et voyage beaucoup dans tout le pays. Il n'y a aucun conflit politique ou constitutionnel durant son mandat, Menzies ayant été au pouvoir pendant toute cette période sans aucun problème.

### Retraite
Lorsqu'il achève son mandat en 1965, l'opinion publique australienne est très en faveur d'un gouverneur général australien mais son mandat n'est pas renouvelé. Il continue à s'intéresser à l'Australie après sa retraite et y fait plusieurs voyages, le dernier pour le bicentenaire de la colonisation anglaise en 1988, quand il offre une statue en bronze qui se trouve maintenant à Government House à Canberra.

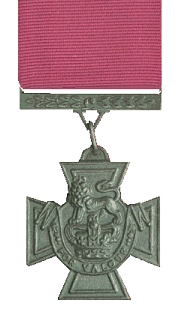
VC

Il meurt à Kent le 5 avril 1991.